# Pleitos colombinos
Los pleitos colombinos fueron una larga serie de disputas judiciales que, principalmente entre 1508 y 1536, los herederos de Cristóbal Colón entablaron contra la Corona de Castilla y León en defensa de los privilegios obtenidos por el descubridor de las Indias.

## Antecedentes

### Capitulaciones de Colón
Las Capitulaciones de Santa Fe son un documento escrito por los Reyes Católicos el 17 de abril de 1492 en la localidad de Santa Fe, a las afueras de Granada, que recoge los acuerdos alcanzados con Cristóbal Colón relativos a su expedición planeada por el mar hacia occidente.
En el documento se le otorgan a Cristóbal Colón los títulos de almirante, virrey y gobernador general de todos los territorios que descubriera o ganase durante su vida. También se le concedió un diezmo de todas las mercaderías que hallase, ganase y hubiese en los lugares conquistados. El texto fue redactado por el secretario Juan de Coloma y el original, hoy perdido, fue firmado por los dos monarcas. Las Capitulaciones de Santa Fe significaron un reparto anticipado entre Colón y los Reyes Católicos de los beneficios que reportaría la conquista de lo que después se llamaría América. Con esos beneficios, Colón logró un rápido ascenso social, al pasar a formar parte de la nobleza cortesana.

### Colón tras el Tercer Viaje
Tras su llegada a la isla de Margarita navegó hacia el norte rumbo a la isla de La Española y desembarca en Santo Domingo. Allí, un grupo de españoles, encabezados por el alcalde mayor Francisco Roldán se habían rebelado contra la autoridad de Bartolomé Colón y se habían replegado hacia el interior. Los rebelados argumentaban una decepción con respecto a las riquezas que se les había prometido encontrar en el Nuevo Mundo, ya que el poco oro encontrado no satisfacía todas las expectativas lanzadas por Cristóbal Colón, y por las duras condiciones de gobierno de Bartolomé Colón. Roldán había conseguido el apoyo de algunos indios prometiéndoles eximirles del pago de tributos en oro, que recogían de los ríos, y en 1498 también había logrado el apoyo de la mitad de los españoles y de todas las villas y fortalezas de isla de La Española menos La Vega y La Isabela. 
Una vez en Santo Domingo, Cristóbal Colón intentó negociar con los alzados, cediendo a dejar usar a los indígenas como servicio personal. En la negociación de Colón con los rebeldes de agosto de 1499 se amnistiaba a todos los que se habían rebelado, y se les permitía volver a España cuando lo desearan y a unirse con las taínas y se les pagó los salarios que no hubieran cobrado de los dos últimos años, aunque no hubieran trabajado.
También se argumentaron quejas en contra de la forma en que los hermanos Colón manejaban los asuntos administrativos. Por otro lado la isla de La Española, en vez de aportar dinero a las arcas reales, solo demandaba gastos. Todo esto llegó a oídos de los Reyes de España, que enviaron al Juez Pesquisador Francisco de Bobadilla, el cual llegó a Santo Domingo el 23 de agosto de 1500.
El juez enviado por los reyes procedió a arrestar a Cristóbal Colón, a su hermano Bartolomé Colón y a su otro hermano Diego Colón y los embarcó encadenados a España en octubre de 1500. Llegaron a Cádiz, en España, el 25 de noviembre de 1500.
En España, Colón es liberado por Isabel la Católica pero debe renunciar a los derechos otorgados en el Nuevo Mundo. En 1501, se envía como gobernador de la Española a Nicolás de Ovando, para sustituir a Francisco de Bobadilla.

## Desarrollo
Cristóbal Colón, el descubridor de América, murió en 1506 y le sucedió su hijo mayor Diego Colón en el cargo de almirante de las Indias.
En 1508 Fernando el Católico, regente de la corona de Castilla, nombró también a Diego Colón gobernador de las Indias pero solo "el tiempo que mi merced e voluntad fuere". Diego Colón opinaba que este cargo le correspondía a perpetuidad e inició un pleito con la Corona.
En 1511 los jueces dieron una primera sentencia, en Sevilla. Reconocían a los Colón el cargo de virreyes a perpetuidad y el derecho al 10 % de los beneficios obtenidos de las Indias. Los jueces de primera instancia se fundamentaban en las Capitulaciones de Santa Fe, por las que los Reyes Católicos le habían concedido a Cristóbal Colón en 1492 el dominio de "las Yslas y Tierra Firme de la Mar Océano" que descubriere. La Corona recibía, entre otras cosas, el derecho a nombrar jueces de apelación. Ninguna de las dos partes quedó satisfecha, por lo que ambas apelaron la sentencia.
En 1512 se agregó la cuestión de la extensión de la jurisdicción de la familia Colón a tierra firme, en el llamado "pleito del Darién". En 1520 se produjo una nueva sentencia, la llamada "declaración de La Coruña".
En 1524 Diego Colón fue depuesto de su cargo de gobernador, por lo cual interpuso una nueva demanda contra la Corona. Murió dos años más tarde pero su viuda, María Álvarez de Toledo, continuó el pleito en nombre de su hijo Luis Colón y Toledo, menor de edad. El que realmente representó a la familia fue el hermano de Diego, Hernando Colón. Se llegó así a la sentencia de Valladolid, el 25 de junio de 1527, que declaró nulas las dos anteriores y mandó recomenzar todo el proceso.
El nuevo fiscal de la Corona trató de demostrar que el descubrimiento de las Indias se había realizado principalmente gracias a Martín Alonso Pinzón y no a Colón. Acudió para ello a testigos del primer viaje a las Indias. Hubo dos sentencias: la de Dueñas (1534) y la de Madrid (1535) pero ambas fueron apeladas.

### Laudo arbitral
Finalmente, ambas partes se sometieron a un laudo arbitral, dictado el 28 de junio de 1536 por el presidente del Consejo de Indias, el obispo García de Loaysa, y por el consejero de Castilla, Gaspar de Montoya. Este laudo:
- confirmó el cargo de almirante de las Indias a perpetuidad para los Colón, con privilegios análogos a los del almirante de Castilla
- suprimió los cargos de virrey y gobernador general de las Indias
- constituyó un señorío colombino compuesto principalmente por toda la isla de Jamaica, con el título de marquesado de Jamaica y un territorio de 25 leguas cuadradas en Veragua, con el título de ducado de Veragua.
- confirmó a los Colón la posesión de sus tierras en la isla La Española y a perpetuidad los cargos de alguacil mayor de Santo Domingo y de la Audiencia de la isla.
- otorgó rentas de 10 000 ducados anuales a los Colón así como 500 000 maravedíes por año a cada una de las hermanas de Luis Colón.

### Pleitos menores
Tras el laudo arbitral de 1536 hubo todavía una serie de pequeños litigios sin mucha importancia entre la familia Colón y la Corona: entre 1537 y 1541, entre 1555 y 1563 y esporádicamente hasta finales del siglo XVIII.

## Interés histórico
Tanto la familia Colón como la Corona tomaron declaración a testigos de los diferentes viajes de descubrimiento castellanos a las Indias. Esto constituye una fuente de información fundamental para los historiadores que estudian esa época, si bien existen a menudo dudas sobre la veracidad de las declaraciones.